# Vysoká nad Uhom
Vysoká nad Uhom est un village de Slovaquie situé dans la région de Košice.

## Histoire
Première mention écrite du village en 1214.

## Démographie

### Évolution de la population
| Année:               | 1994. | 2004.    | 2014.   | 2024.   |
| -------------------- | ----- | -------- | ------- | ------- |
| Nombre de personnes: | 926   | 796      | 811     | 744     |
| Différence:          |       | -14,03 % | +1,88 % | -8,26 % |

| Année:               | 2023. | 2024.   |
| -------------------- | ----- | ------- |
| Nombre de personnes: | 747   | 744     |
| Différence:          |       | -0,40 % |

## Politique
| Nom        | Parti politique | Date de l'élection | Fin du mandat |
| ---------- | --------------- | ------------------ | ------------- |
| Ján Hrešan | SDKÚ-DS         | 02.12.2006         | Déc. 2010     |

## Personnalités
Bienheureuse Anna Kolesárová (1928-1944), martyre catholique, née et assassinée à Vysoká nad Uhom. Sa tombe est un lieu de pèlerinage.